# Helmut Quaritsch
Helmut Quaritsch (* 20. April 1930 in Hamburg; † 19. August 2011 in Speyer) war ein deutscher Rechtswissenschaftler und Ministerialdirektor. Er war Direktor der Wissenschaftlichen Dienste des Deutschen Bundestages.

## Leben
Quaritsch wurde 1957 an der Universität Hamburg zum Dr. jur. promoviert und habilitierte sich 1965 ebenda bei Hans Peter Ipsen mit der Arbeit Staat und Souveränität für öffentliches Recht und Kirchenrecht. 1966 wurde er Ordinarius für Öffentliches Recht an der Ruhr-Universität Bochum, 1968 dann an der Freien Universität Berlin und 1972 schließlich an der Deutschen Hochschule für Verwaltungswissenschaften Speyer. Von 1981 bis 1983 war er auch deren Rektor. Neben seiner Tätigkeit in Speyer war Quaritsch von 1970 bis 1973 Direktor der Wissenschaftlichen Dienste des Deutschen Bundestages.

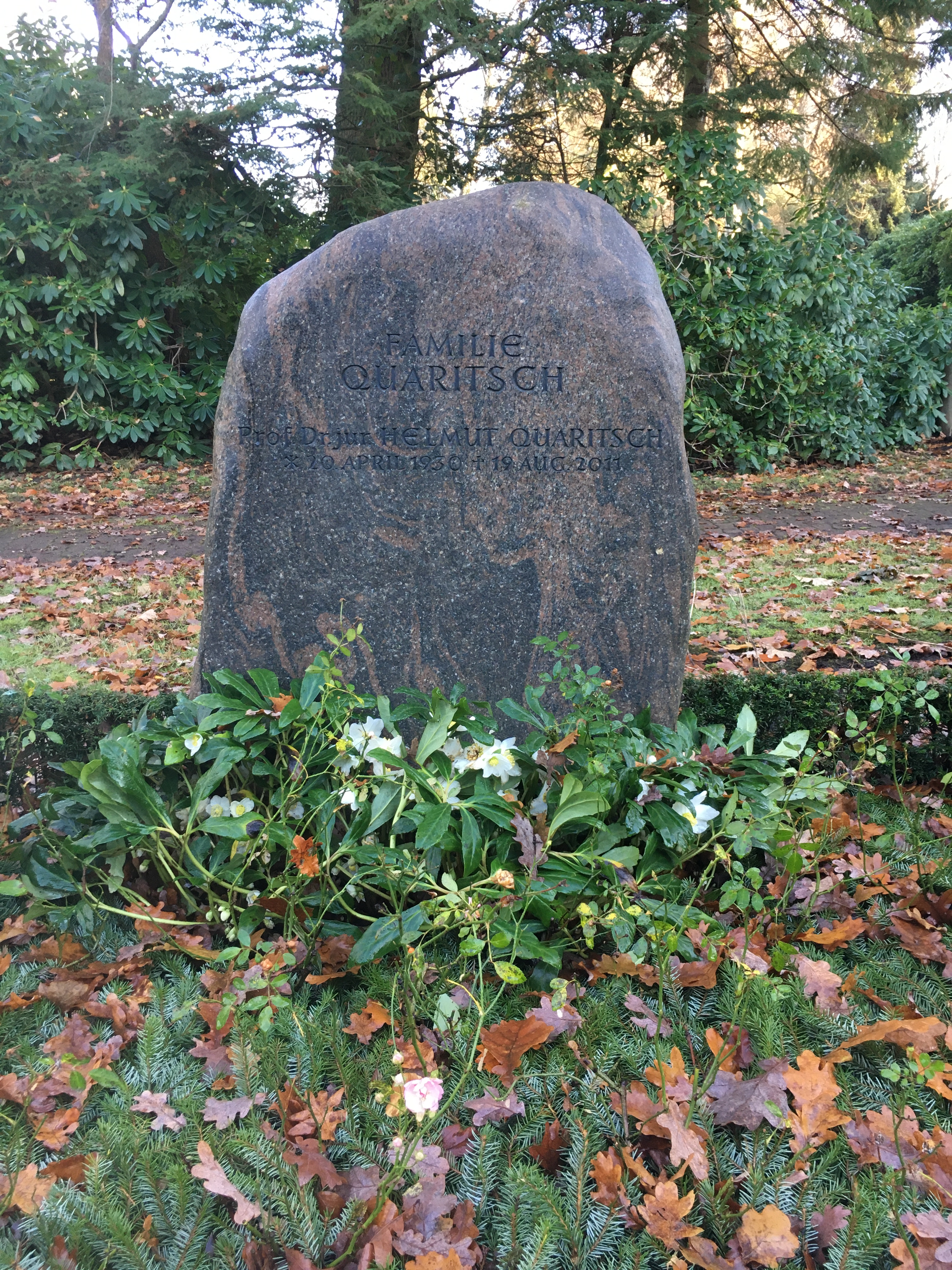
Grabstätte auf dem Friedhof Ohlsdorf

Quaritschs Forschungsschwerpunkte waren das Ausländer-, Asyl- und Staatsangehörigkeitsrecht, das öffentliche Dienstrecht, Staats- und Souveränitätstheorien der Neuzeit (insbesondere bei Jean Bodin und Carl Schmitt) sowie verfassungs- und zeitgeschichtliche Untersuchungen zur Amnestie-Problematik.
Helmut Quaritsch war Mitherausgeber der Fachzeitschrift Der Staat sowie von 1977 bis 1981 Vorsitzender der Vereinigung für Verfassungsgeschichte.
Quaritsch verstarb 81-jährig und wurde auf dem Friedhof Ohlsdorf in seiner Geburtsstadt beigesetzt. Die Grabstätte liegt im Planquadrat AG 13 zwischen Westring und dem „Millionärshügel“.

## Werke (Auswahl)
- Das parlamentslose Parlamentsgesetz. Rang und Geltung der Rechtssätze im demokratischen Staat, untersucht am hamburgischen Planungsrecht., 2. Aufl. Hamburg 1961.
- Staat und Souveränität. Band 1: Die Grundlagen. 1. Aufl. Athenäum, Frankfurt/M. 1970, 2. Aufl. Ludwigsfelder Verlagshaus, Ludwigsfelde 2019, ISBN 978-3-933022-96-7.
- Positionen und Begriffe Carl Schmitts, 3. Aufl., Duncker & Humblot, Berlin 1995, ISBN 3-428-08257-5.
- (als Herausgeber): Complexio Oppositorum. Über Carl Schmitt. Vorträge und Diskussionsbeiträge des 28. Sonderseminars 1986 der Hochschule für Verwaltungswissenschaften Speyer, Duncker & Humblot, Berlin 1988, ISBN 3-428-06378-3.
- Souveränität. Entstehung und Entwicklung des Begriffs in Frankreich und Deutschland vom 13. Jahrhundert bis 1806 (= Schriften zur Verfassungsgeschichte. Band 38), Duncker & Humblot, Berlin 1986, ISBN 978-3-428-06118-1.
- (als Herausgeber): Carl Schmitt – Antworten in Nürnberg. Duncker & Humblot, Berlin 2000, ISBN 3-428-10075-1.